# Circus Arts Foundation
 (mars 2025).
Si vous disposez d'ouvrages ou d'articles de référence ou si vous connaissez des sites web de qualité traitant du thème abordé ici, merci de compléter l'article en donnant les références utiles à sa vérifiabilité et en les liant à la section « Notes et références ».
 (mars 2025).
La mise en forme du texte ne suit pas les recommandations de Wikipédia : il faut le « wikifier ».
Les points d'amélioration suivants sont les cas les plus fréquents. Le détail des points à revoir est peut-être précisé sur la page de discussion.
- Les titres sont pré-formatés par le logiciel. Ils ne sont ni en capitales, ni en gras.
- Le texte ne doit pas être écrit en capitales (les noms de famille non plus), ni en gras, ni en italique, ni en « petit »…
- Le gras n'est utilisé que pour surligner le titre de l'article dans l'introduction, une seule fois.
- L'italique est rarement utilisé : mots en langue étrangère, titres d'œuvres, noms de bateaux, etc.
- Les citations ne sont pas en italique mais en corps de texte normal. Elles sont entourées par des guillemets français : « et ».
- Les listes à puces sont à éviter, des paragraphes rédigés étant largement préférés. Les tableaux sont à réserver à la présentation de données structurées (résultats, etc.).
- Les appels de note de bas de page (petits chiffres en exposant, introduits par l'outil «  Source ») sont à placer entre la fin de phrase et le point final[comme ça].
- Les liens internes (vers d'autres articles de Wikipédia) sont à choisir avec parcimonie. Créez des liens vers des articles approfondissant le sujet. Les termes génériques sans rapport avec le sujet sont à éviter, ainsi que les répétitions de liens vers un même terme.
- Les liens externes sont à placer uniquement dans une section « Liens externes », à la fin de l'article. Ces liens sont à choisir avec parcimonie suivant les règles définies. Si un lien sert de source à l'article, son insertion dans le texte est à faire par les notes de bas de page.
- La présentation des références doit suivre les conventions bibliographiques. Il est recommandé d'utiliser les modèles {{Ouvrage}}, {{Chapitre}}, {{Article}}, {{Lien web}} et/ou {{Bibliographie}}. Le mode d'édition visuel peut mettre en forme automatiquement les références.
- Insérer une infobox (cadre d'informations à droite) n'est pas obligatoire pour parachever la mise en page.

Pour une aide détaillée, merci de consulter Aide:Wikification.
Si vous pensez que ces points ont été résolus, vous pouvez retirer ce bandeau et améliorer la mise en forme d'un autre article.
La Circus Arts Foundation est une fondation culturelle privée à but non lucratif espagnole destinée à promouvoir les arts du cirque. Son principal objectif est de mettre en valeur, divulguer, protéger et donner du prestige au patrimoine et à la mémoire du cirque à titre d'art vivant, élément ludique, partie intégrante de la culture globale et paradigme de la multiculturalité. Elle a été créée en octobre 2011. Son directeur est Genís Matabosch.,
Ses activités comprennent deux domaines : la production de spectacles de cirque et la gestion de ses propres archives et collections particulières, aujourd'hui logées à Circusland, le seul musée de l'Europe consacré au cirque. Son emplacement dans l'ancienne maison abbatiale du monastère de Saint Pierre de Besalú (Gérone, Espagne) coïncide avec celui du siège actuel de la fondation.

## Parcours[4]
En mars 2012, la fondation a inauguré son activité de production en organisant pour la première fois le Festival international du cirque Castell de Figueras (actuellement connu comme le Festival international du cirque Éléphant d'Or) sur la place d'armes du château de San Ferran. Il a réuni 14.432 spectateurs en 4 jours. Dans le cadre du festival, l'éléphante Dumba a réalisé un défilé inaugural en commémoration de la promenade de l'éléphant Surus de Salvador Dalí en 1967. Le concert La musique dans le cirque, dirigé par Carmino d'Angelo, chef d'orchestre du festival, a été de même tenu,.
Quant au domaine patrimonial, coïncidant avec la Journée mondiale du cirque de cette même année, le Centre international d'études du cirque a été inauguré dans la rue Tramuntana de Figueras. Il hébergeait les bureaux de la Circus Arts Foundation et les plus grandes archives de documentation de cirque de l'Espagne. Il s'est configuré comme un centre d'études destiné aux chercheurs unique en Espagne. Il y existaient des homologues qu'à Vérone (Centre Éducatif j'ai donné Documentazione delle Arti Circensi, CEDAC), à Châlons-en-Champagne (Centre national des arts du cirque, CNAC) et en Vienne.
En 2014, le journaliste Josep Playà a donné la conférence Dalí et le Cirque dans le Théâtre-musée Dalí autour de la relation du peintre avec l'univers circassien dans le cadre d'activités parallèles du 3ᵉ festival de cirque et en collaboration avec l'Association d'amis des Musées Dalí. En mai de cette même année, dans le cadre de l'exposition florale traditionnelle de la Guilde des floristes, la fondation y a exhibé sa collection de costumes de clown blanc de l'atelier parisien Vicaire et celle d'affiches de César Fernández-Ardavín sous le nom de Fleurs de cirque.,
En décembre de la même année, la fondation a organisé la première édition du Grand cirque de Noël de Gérone avec un spectacle de cirque sur glace présenté par une vingtaine de patineurs du Cirque Nikouline de Moscou.
En avril 2015, Genís Matabosch et Joan Mompart ont inauguré le Cirque Charlie Rivel à l'occasion des fêtes de la Sainte-Croix de Figueras avec un spectacle inspiré du folklore catalan dans un chapiteau spécialement conçu. La visibilité à l'intérieur était totale puisqu'il n'y avait pas de mâts, et son installation ne précisait pas de percer le sol.
En 2016, le 5ᵉ Festival international du cirque, déjà consolidé parmi les 5 plus grands du monde, a adopté le titre d'Éléphant d'Or pour donner plus de visibilité à son trophée principal.
En janvier 2017, la fondation a présenté une nouvelle production, Le grand cirque des Rois mages (en catalan, Gran Circ dels Reis Mags) dans la Tarraco Arena Plaza de Tarragone. En février de cette même année, le festival du cirque s'est tenu pour la dernière fois à Figueras en raison de l'absence d'accord avec la mairie pour la continuité de celui-ci et du projet du musée du cirque.
Le festival s'est tenu à Gérone à partir de 2018, où il a été bien accueilli avec plus de 30.000 spectateurs lors de sa première édition. Cette année, le Cirque du Soleil y a réalisé ses uniques auditions européennes ; et Correos, en collaboration avec la fondation, a émis le timbre commémoratif 250 ans de cirque (1768-2018) – Gérone Circus World Capital et a organisé une exposition de philatélie de cirque internationale dans son bureau local,,.
En août de cette même année, la Circus Arts Foundation a inauguré ses nouveaux bureaux dans la place de l'Europe de Gérone, le rez-de-chaussée étant ouvert au public comme billetterie.
En 2019, Genís Matabosch, le directeur de la fondation, est devenu le premier docteur en histoire du cirque de l'Europe après la défense de sa thèse doctorale Origines du cirque: activité des compagnies équestres (1768-1915) dans l'Université de Barcelone.
En décembre de 2020, la seule institution patrimoniale consacrée au cirque de l'Europe, Circusland (ou Palais international du cirque) a été inauguré. La collection et les bureaux de la Circus Arts Foundation y sont actuellement hébergées,.

### Le chapiteau-iglou
En 2018, le chapiteau-igloo du Cirque Charlie Rivel s'est installé dans le centre de Gérone en tant qu'espace culturel multifonctionnel pour la ville, destiné à accueillir tout type d'événements sous le nom de "Cúpula de les Arts" (en français, "Chapiteau des Arts"). Les gradins de ce chapiteau permettaient différentes configurations, offrant une capacité maximale de 852 places assises. La piste standard avait un diamètre de 8,5 mètres, extensible à 12,5 mètres en retirant les deux premières rangées de sièges selon les exigences du spectacle. La structure avait une forme polygonale à 16 côtés, mesurant 28,5 mètres de diamètre et 14,5 mètres de hauteur. La visibilité était totale depuis toutes les places, puisqu'il n'y avait pas de mâts intérieurs.
Cependant, en mai 2019, le président de la Circus Arts Foundation, Genís Matabosch, a annoncé que la Cúpula de les Arts ne reviendrait pas à Gérone,.
Pourtant, en avril 2019, le chapiteau a été transporté en Amérique de façon permanente,.

## Collection
La collection conservée par la Circus Arts Foundation est comprise de plusieurs dizaines de milliers de pièces de tout type reliées avec le cirque, dont plus de 500 sont exposées en Circusland. La collection s'élargit régulièrement grâce aux donations de collectionneurs et de certaines figures du monde du cirque, comme Josep Vinyes, August Santacana, Alberto Oller, Josep Perals “Vizán”, Manolo Vallés “Totó”, Rose-Marie Risto et Joan Soler-Jové ; ainsi que de la part de compagnies et d'institutions du secteur, comme le Cirque du Soleil ou d'artistes russes éminents,,.
Parmi les objets de la collection, certains des plus importants sont la plus grande collection philatélique de cirque du monde ; les presque 30 costumes de clown blanc du prestigieux atelier parisien Vicaire ; le trapèze d'équilibres et le costume de Pinito del Oro ; la collection de 76 affiches et 10 dessins originaux du litographe César Fernández-Ardavín datant d'entre 1910 et 1930 ; et la maquette à l'échelle 1:25 du cirque géant allemand Gleich, la miniature de cirque la plus grande du monde, qui occupe 50 m² et compte diverses installations (dont 170 véhicules, 271 animaux et 420 personnages). Elle a été exposée dans le cadre du Festival international du cirque Éléphant d'Or en 2015 et 2019.

## Spectacles

### Festival international du cirque Éléphant d'Or
Depuis 2012, la fondation organise annuellement le Festival international du cirque Éléphant d'Or (en catalan, Festival International du Circ Elefant d'Or), dont la principale particularité est le fait que seuls les numéros de cirque inédits en Europe peuvent y participer. Depuis 2012 et jusqu'à 2017, il s'est tenu à Figueras, et depuis 2018, à Gérone, à cause d'un manque d'accord avec la mairie de Figueras. La fondation organise tout type d'activités parallèles dans le cadre du festival, telles que des conférences, des expositions ou des spectacles bénéfiques,,.
Depuis 2019, le Circus World Market, le seul salon du secteur dans le monde, se tient en parallèle au festival. N'importe quelle entreprise offrant des services relatifs au cirque peut s'y exhiber,.
Il est l'un des plus de dix festivals de cirque du monde qui se régissent par la même mécanique que celle du Festival international du cirque de Monte-Carlo : il est constitué de deux spectacles de compétition différents (Rouge et Bleue), parmi lesquels les 24 attractions participantes sont reparties ; et d'une troisième soirée de gala (Or) où participent les numéros gagnants et, après laquelle, le jury international remet les prix,.
Au cours de ses différentes éditions, puisqu'il n'a pas cessé d'élargir sa capacité, ses espaces, le nombre d'artistes et de pays participants, son budget et son impact économique, il a gagné en importance internationale en tant que vitrine de nouveautés pour les principales compagnies de cirque européennes. Par conséquent, il s'est positionné comme le majeur événement de cirque de l'Espagne et de l'Europe ; et il se trouve également parmi les 5 les plus importants du monde, tout comme ceux célébrés à Monaco, en Chine et en Russie.
Il dispose de la musique en direct de la main de la Paris Circus Orchestra de la France, dirigée par Pierre Pichaud, directeur d'orchestre du Cirque d'Hiver Bouglione de Paris et d'autres spectacles de la fondation, comme du Cirque Charlie Rivel, du Grand cirque de Noël ou des Nuits du Cirque.

### Cirque Charlie Rivel
En avril 2015, en commémoration du 119ᵉ anniversaire de la naissance du clown catalan éponyme, le Cirque Charlie Rivel a été inauguré pendant les fêtes de la Sainte Croix de Figueras avec un spectacle basé sur le folklore catalan où 16 artistes de 10 pays ont participé. 10.539 spectateurs y ont assisté. Pendant l'été de cette année, le nouveau chapiteau, spécialement conçu pour ce projet (voir la section Chapiteau-iglou ci-dessus), a été installé dans la localité de Sainte Susana (Maresme), où les spectacles Olé et Super Circus ont été représentés parallèlement pour favoriser le tourisme local,,.
En 2018, le cirque a rouvert, à Gérone cette fois, pendant la foire de Sant Narcís. Il a occupé son chapiteau-iglou original, rebaptisé désormais comme Cúpula de les Arts. 22 artistes de 9 pays ont participé au spectacle,.

### Grand cirque de Noël
Le Grand cirque de Noël (mieux connu sous son nom catalan, Grand Circ de Nadal), inauguré en 2014, est une autre des productions tenues annuellement par la fondation pendant les fêtes de Noël à Gérone. De 2014 à 2022, il a été tenu dans le pavillon municipal de Fontajau et, à partir de 2023, il se tient sous un chapiteau. 18.000 spectateurs environ assistent à chaque édition. Les spectacles à grande échelle, à l'image d'autres cirques de Noël qui s'installent dans d'autres villes européennes, s'articulent autour d'une thématique changeante, généralement liée à Noël où à l'hiver,.
Ceux-ci ont été les spectacles jusqu'à présent :
- Sobre Gel (2014). Un spectacle de cirque sur glace auquel ont participé principalement des artistes spécialistes du cirque Nikouline de Moscou[37],[10].
- Màgic (2015). La magie et l'illusionnisme étaient le cœur de ce spectacle[35].
- Oriente, el circo de los Reyes Magos (2016). Ce spectacle s'est articulé autour de l'exotisme oriental en présentant des attractions venues pour la plupart de différents pays asiatiques[38],[39].
- Sobre Aigua (2017). L'infrastructure de la piste, fabriquée en Russie et dont l'assemblage précisait de 120.000 litres d'eau, pouvait plonger, flotter et produire des fontaines d'eau différentes selon l'attraction[40],[41].
- Sobre Gel 2 (2018)[42],[43]
- FantAsia (2019). Ce spectacle a rendu hommage au cirque traditionnel d'acrobaties chinois en présentant des numéros collectifs avec des artistes de ce pays[44].
- Adrenalina - Más allá de los límites (2020)[45]
- Sobre Gel 3 (2021)[46],[47]
- Sobre Aigua 2 (2022)[48]
- Anniversaire (2023)[49]
- Adrenalina 2 (2024)[36],[50]

### Nuits de Cirque
Depuis 2021, dans le mois d'août, la fondation organise une dizaine de soirées de gala de cirque nocturnes, Nuits de Cirque (mieux connues sous son nom catalan, Nits de Circ). La première moitié se tient dans les Jardins du moulin de Besalú (derrière Circusland), et l'autre moitié, dans la Citadelle de Roses,.
À l'instar d'autres festivals de théâtre estivaux, les gradins circulaires, dont la capacité est de 1.250 spectateurs, sont à ciel ouvert. Seuls les quatre mâts et la coupole typiques d'un chapiteau soutiennent l'agrès nécessaire sur la piste. D'où la raison de son slogan : « Le cirque de qualité sous les étoiles »,.

## Publications
La fondation publie deux collections d'ouvrages autour des diverses dimensions du monde de la piste : FotoCirco et les monographies Javier Sáinz Moreno, outre les programmes de ses propres productions.